# Szabadszállás
Szabadszállás es una pequeña ciudad en el condado de Bács-Kiskun, Hungría, a 80 kilómetros al sur de Budapest en tren. La ciudad está rodeada por varias zonas del Parque Nacional de Kiskunság.

## Ciudades hermanadas
- Schönenberg-Kübelberg, Alemania

## Galería

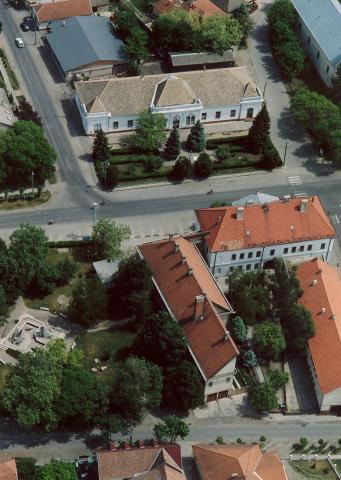
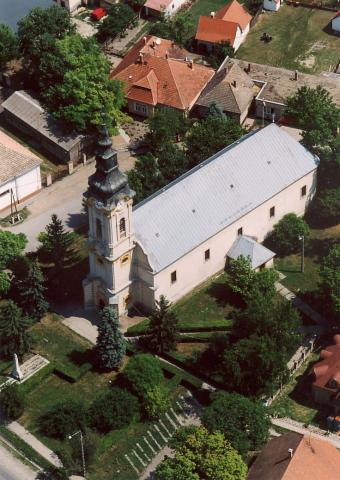
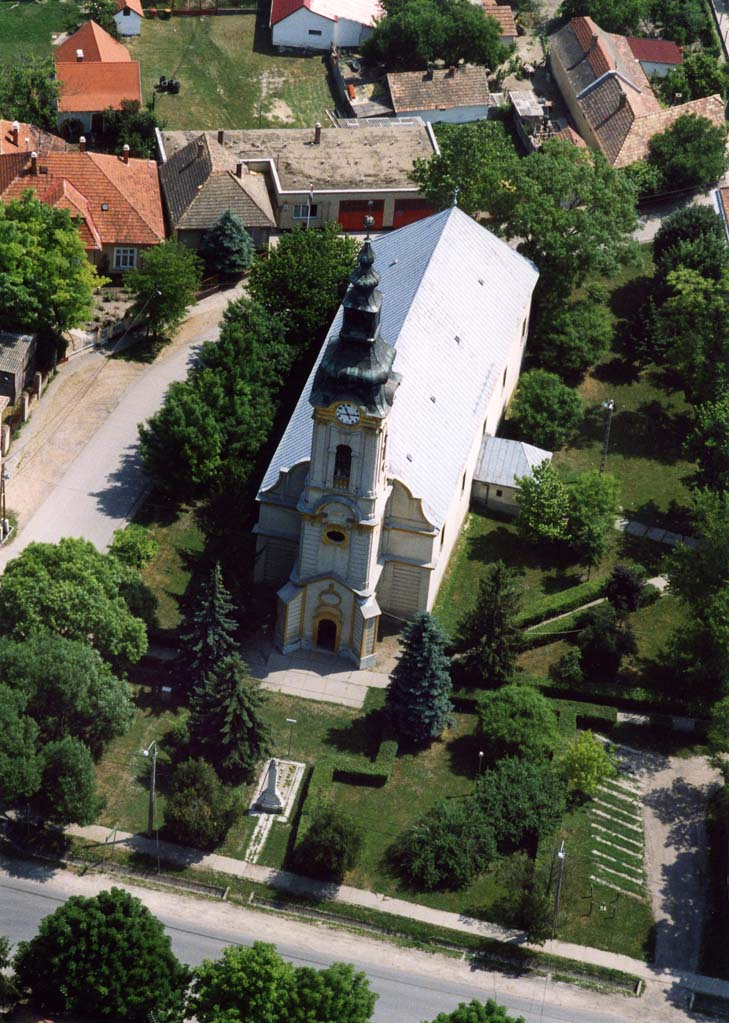